# Estación de Ottignies
La estación de Ottignies es una estación de tren belga situada en Ottignies-Louvain-la-Neuve, en la provincia del Brabante Valón, región Valona.
Pertenece a las líneas 8, 20 y 81 de S-Trein Bruselas, así como a la línea  de S-Trein Charleroi.

## Situación ferroviaria
La estación se encuentra en medio de una convergencia de varias líneas:
- línea 139 (Louvain-Ottignies)
- línea 140 (Ottignies-Charleroi)
- línea 161 (Bruselas-Namur)

## Intermodalidad
| Línea | Procedencia                     | Parada         | Destino                             |
| ----- | ------------------------------- | -------------- | ----------------------------------- |
| 1     | LOUVAIN-LA-NEUVE Gare d'Autobus | OTTIGNIES Gare | JODOIGNE Gare d'Autobus             |
| 11    | LOUVAIN-LA-NEUVE Jean Pâques    | OTTIGNIES Gare | OTTIGNIES Gare                      |
| 17    | OTTIGNIES Gare                  | OTTIGNIES Gare | OTTIGNIES Gare                      |
| 19    | OTTIGNIES Gare                  | OTTIGNIES Gare | NIVELLES Gare                       |
| 20    | OTTIGNIES Gare                  | OTTIGNIES Gare | WAVRE Gare                          |
| 22    | WAVRE Gare                      | OTTIGNIES Gare | OTTIGNIES Gare                      |
| 28    | OTTIGNIES Gare                  | OTTIGNIES Gare | GENAPPE Gare                        |
| 29    | OTTIGNIES Gare                  | OTTIGNIES Gare | MARANSART Maison Communale          |
| 31    | OTTIGNIES Gare                  | OTTIGNIES Gare | LOUVAIN-LA-NEUVE Place de l'Equerre |
| 39    | LOUVAIN-LA-NEUVE Gare d'Autobus | OTTIGNIES Gare | WATERLOO Place de la Gare           |